# تأثير الذكاء الاصطناعي
يحدث تأثير الذكاء الاصطناعي عندما يقلل الناس من شأن سلوك الذكاء الاصطناعي بحجة أنه ليس ذكاءً "حقيقيًا". 
كتبت المؤلفة باميلا ماكوردوك : "إنه جزء من تاريخ مجال الذكاء الاصطناعي أنه في كل مرة يتوصل فيها شخص ما إلى كيفية جعل الكمبيوتر يفعل شيئًا ما - مثل لعب لعبة الداما بشكل جيد، أو حل مشكلات بسيطة ولكن غير رسمية نسبيًا - يظهر العديد من النقاد ليقولوا ، "هذا ليس ذكياً او لا يفكر مثل الانسان". 
يشتكي الباحث رودني بروكس : "في كل مرة نكتشف فيها جزء من قدرات العقل البشري ، تصبح شيئاً عادياً غير سحري ؛ ونقول: "أه، هذه مجرد عملية حسابية ليست ذكاءً حقيقياً".

## تعريف
"تأثير الذكاء الاصطناعي" هو ذلك الخط من التفكير، والميل إلى إعادة تعريف الذكاء الاصطناعي ليعني: "الذكاء الاصطناعي هو أي شيء لم يتم إنجازه بعد". هذا هو الفهم الخاطئ الشائع بين العامة، وهو أنه بمجرد نجاح الذكاء الاصطناعي في حل مشكلة ما، فإن طريقة الحل هذه لم تعد ضمن مجال الذكاء الاصطناعي. ينسب جيست الفضل إلى جون مكارثي في إعطاء هذه الظاهرة اسمها، "تأثير الذكاء الاصطناعي". 

ويطلق ماكوردوك على ذلك اسم "المفارقة الغريبة" المتمثلة في أن "النجاحات العملية للذكاء الاصطناعي، والبرامج الحسابية التي حققت بالفعل سلوكًا ذكيًا، سرعان ما تم استيعابها في أي مجال تطبيقي وجد أنها مفيدة فيه، فأصبحوا شركاء صامتين جنبًا إلى جنب مع أساليب حل المشكلات الأخرى، الأمر الذي تركها مجهولة بنظر العامة ". 
"الذكاء الاصطناعي هو كل ما لم يتم إنجازه بعد."—لاري تيسلر
يقتبس دوجلاس هوفستادتر هذا  كما يفعل العديد من المعلقين الآخرين . 
طالما لم يتم إضفاء الطابع الرسمي على المشكلات بعد، فلا يزال من الممكن وصفها بنموذج حسابي يتضمن الحساب البشري . حيث يتم تقسيم العبء الحسابي للمشكلة بين الكمبيوتر والإنسان: يتم حل جزء واحد بواسطة الكمبيوتر والجزء الآخر يحله الإنسان. يُشار إلى هذا تحت مسمى إضفاء الطابع الرسمي على آلة تورينج بمساعدة الإنسان . 

## تطبيقات الذكاء الاصطناعي تصبح سائدة تدريجياً
تم الآن دمج البرامج والخوارزميات التي طورها باحثو الذكاء الاصطناعي في العديد من التطبيقات في جميع أنحاء العالم في مجالات وصناعات كثيرة، دون أن يطلق عليها حقًا اسم الذكاء الاصطناعي. هذا النقص في التقدير معروف في مجالات متنوعة مثل شطرنج الكمبيوتر ،  التسويق ،  الأتمتة الزراعية  والضيافة . 
يقول مايكل سوين : "لا يتم الترحيب بتقدم الذكاء الاصطناعي كثيرًا ، ولكن غالبًا ما يُنظر إليه على أنه تقدم في بعض المجالات الأخرى". يقول باتريك وينستون: "لقد أصبح الذكاء الاصطناعي أكثر أهمية لأنه أصبح أقل وضوحا".
وفقًا لستوتلر هينكي "إن الفوائد العملية العظيمة لتطبيقات الذكاء الاصطناعي وحتى وجود الذكاء الاصطناعي في العديد من المنتجات البرمجية تمر دون أن يلاحظها الكثيرون إلى حد كبير على الرغم من الاستخدام الواسع النطاق بالفعل لتقنيات الذكاء الاصطناعي في البرامج. هذا هو تأثير الذكاء الاصطناعي. كثير من العاملين في مجال التسويق لا يفعلون ذلك. "لا يستخدمون مصطلح "الذكاء الاصطناعي" حتى عندما تعتمد منتجات شركتهم على بعض تقنيات الذكاء الاصطناعي. لماذا لا؟" 
كتب مارفن مينسكي : "نتجت هذه المفارقة عن حقيقة أنه كلما حقق مشروع بحثي في مجال الذكاء الاصطناعي اكتشافًا جديدًا مفيدًا، عادةً ما يتم إنشاء هذا المنتج بسرعة ليشكل تخصصًا علميًا أو تجاريًا جديدًا باسمه المميز. وقد دفعت هذه التغييرات في الاسم عامة الناس وغير الخبراء إلى التساؤل لماذا نرى تقدمًا ضئيلًا جدًا في مجال الذكاء الاصطناعي؟" 
يلاحظ نيك بوستروم أن "الكثير من تقنيات الذكاء الاصطناعي المتطورة قد تم ترشيحها في التطبيقات العامة، غالبًا دون أن يطلق عليها اسم الذكاء الاصطناعي، لأنه بمجرد أن يصبح شيء ما مفيدًا بما فيه الكفاية وشائعًا بما فيه الكفاية، فإنه لا يسمى الذكاء الاصطناعي بعد الآن!" 
يعد تأثير الذكاء الاصطناعي على عملية صنع القرار في إدارة مخاطر سلسلة التوريد مجالًا لم تتم دراسته بشكل كبير بسبب تعقيد هذا المجال. 
تنظر منظمة نشرة علماء الذرة إلى تأثير الذكاء الاصطناعي باعتباره تهديدًا عسكريًا استراتيجيًا عالميًا.  وكما يشيرون، فإن هذا يحجب حقيقة أن تطبيقات الذكاء الاصطناعي وجدت طريقها بالفعل إلى كل من الجيشين الأمريكي والسوفيتي خلال الحرب الباردة .  تم تطوير أدوات الذكاء الاصطناعي لتقديم المشورة للبشر فيما يتعلق بنشر الأسلحة من قبل كلا الجانبين ولم يتم استخدامها إلا بشكل محدود للغاية خلال تلك الفترة.  ويعتقدون أن هذا الفشل المتغير باستمرار في التعرف على الذكاء الاصطناعي لا يزال يقوض إدراك الإنسان للتهديدات الأمنية في يومنا هذا. 
على سبيل المثال، يساعد الذكاء الاصطناعي YouTube في مراجعة مقاطع الفيديو التي تم تحميلها ويحل محل الموظفين الذين كانوا مسؤولين في السابق عن مراجعتها. ومن المتوقع أن يتم استبدال حوالي 47% من الوظائف بالذكاء الاصطناعي خلال العشرين عامًا القادمة.  

## إرث الشتاء
يجد العديد من الباحثين في مجال الذكاء الاصطناعي أنه يمكنهم الحصول على المزيد من التمويل وبيع المزيد من البرامج إذا تجنبوا الاسم السيئ المتمثل في "الذكاء الاصطناعي" وبدلاً من ذلك تظاهروا بأن عملهم لا علاقة له بالذكاء على الإطلاق. كان هذا صحيحًا بشكل خاص في أوائل التسعينيات، خلال " شتاء الذكاء الاصطناعي " الثاني ، بسبب الانتكاسات المتكررة في مجال الذكاء الاصطناعي حينها و انتشار عدم الموثوقية بهذا المجال .
كتبت باتي تاسكاريلا: "يعتقد البعض أن كلمة "الروبوتات" تحمل في الواقع وصمة عار تضر بفرص الشركة في الحصول على التمويل" (كونه مجالاً عديم الجدوى حينها). 

## الحفاظ على مكانة البشرية في قمة سلسلة الوجود
يقترح مايكل كيرنز أن "الناس يحاولون لا شعوريًا الحفاظ على دور خاص لأنفسهم في الكون".  ومن خلال استبعاد الذكاء الاصطناعي، يمكن للناس الاستمرار في الشعور بالتميز والاستثنائية.
وقد لوحظ تأثير ذو صلة في تاريخ الإدراك الحيواني وفي دراسات الوعي ، حيث في كل مرة يتم فيها اكتشاف قدرة كان يعتقد سابقًا أنها إنسانية فريدة في الحيوانات، (على سبيل المثال، القدرة على صنع الأدوات ، أو اجتياز اختبار المرآة )، فإن الأهمية الإجمالية لهذه القدرات قد تعرضت للإهمال.[بحاجة لمصدر]
عندما سُئل هربرت أ. سيمون عن قلة التغطية الصحفية للذكاء الاصطناعي في ذلك الوقت، قال: "ما جعل الذكاء الاصطناعي مختلفًا هو أن مجرد فكرة عنه تثير خوفًا حقيقيًا وعدائية في بعض صدور البشر. لذا، فإنك تصبح عاطفيًا شديداً للغاية في رد فعلك. ولكن لا بأس. سوف نتعايش مع ذلك." 
اقترح مولر عام 1987 مقارنة الذكاء الاصطناعي بالذكاء البشري ، وصياغة معيار الذكاء الآلي على المستوى البشري .  لا يزال هذا يعاني من تأثير الذكاء الاصطناعي ولكن عند استخدام أشخاص آخرين كمعيار . 

لعبة 6

## ديب بلو يهزم كاسباروف
عندما نجح حاسوب آي بي إم للعب الشطرنج، ديب بلو، في هزيمة غاري كاسباروف في عام 1997 ، اشتكى الناس من أنه استخدم فقط "أساليب القوة الغاشمة" ولم يكن ذلك ذكاءً حقيقياً.  حيث تحول التصور العام للعب الشطرنج من مهمة عقلية صعبة إلى عملية روتينية.  كتب فريد أ. ريد :
"المشكلة التي يواجهها أنصار الذكاء الاصطناعي بانتظام هي: عندما نعرف كيف تقوم الآلة بشيء "ذكي"، فإننا نتوقف عن اعتبارها ذكية. وإذا تغلبت على بطل العالم في الشطرنج، فسيتم اعتبارها ذكيًة للغاية". 
على العكس من ذلك، أصيب جون مكارثي بخيبة أمل من ديب بلو.  لقد جادل بأنها مجرد آلة ذات قوة غاشمة وليس لديها أي فهم عميق للعبة.  لكن هذا لا يعني أن مكارثي رفض الذكاء الاصطناعي بشكل عام.  وكان أحد مؤسسي هذا المجال واخترع مصطلح "الذكاء الاصطناعي".  أعرب مكارثي عن أسفه لمدى انتشار تأثير الذكاء الاصطناعي،
بمجرد أن يعملالذكاء الاصطناعي على حل مشكلة ما،يتوقف الناس عن اعتباره ذكاءً حقيقياً   :12

## المستقبل
يتفق الخبراء على أن تأثير الذكاء الاصطناعي سيستمر بالتأكيد   - أو ربما  -نظرًا لأن التطور التكنولوجي هو عملية مستمرة وغير منتهية،  فإن تأثير الذكاء الاصطناعي سيستمر أيضًا بلا نهاية.  وكل تقدم في مجال الذكاء الاصطناعي سوف يؤدي إلى اعتراض آخر وإعادة تعريف أخرى للتوقعات العامة ــ التي تتوسع باستمرار . 
على الرغم من عدم معالجة تأثير الذكاء الاصطناعي بشكل مباشر، فقد توقع بعض الكتاب  أن الدوام غير المحدد لهذه الظاهرة قد يكون بسبب الذكاء الاصطناعي نفسه،  كما هو الحال مع قانون مور .[بحاجة لمصدر]
وقد ينمو تأثير الذكاء الاصطناعي ليشمل استبعاد جميع أنواع الذكاء الاصطناعي المتخصصة.  وبدلاً من ذلك، قد يتحول التصور العام لـ "الذكاء الاصطناعي" ليشمل فقط تلك التي تمثل شبكات أو مجموعات من أنظمة الذكاء الاصطناعي المتخصصة المتعددة او الذكاء الاصطناعي العام . 

## أنظر أيضا
- الغرفةغالرفة صينية
- تأثير إليزا
- الوظيفية (فلسفة العقل)
- إله الفجوات
- الهلوسة (الذكاء الاصطناعي)
- تاريخ الذكاء الاصطناعي
- مفارقة مورافيك
- تحريك قوائم المرمى

## ملحوظات
1. ↑  Haenlein، Michael؛ Kaplan، Andreas (2019). "A Brief History of Artificial Intelligence: On the Past, Present, and Future of Artificial Intelligence". California Management Review. ج. 61 ع. 4: 5–14. DOI:10.1177/0008125619864925. S2CID:199866730.
2. ↑  McCorduck 2004، صفحة 204
3. ↑  Kahn، Jennifer (مارس 2002). "It's Alive". Wired. ج. 10 رقم  30. مؤرشف من الأصل في 2023-12-13. اطلع عليه بتاريخ 2008-08-24.
4. 1 2 3 4   Geist، Edward (2016). "It's already too late to stop the AI arms race—We must manage it instead". مجلة علماء الذرة. تايلور وفرانسيس. ج. 72 ع. 5: The psychology of doom: 318–321. Bibcode:2016BuAtS..72e.318G. DOI:10.1080/00963402.2016.1216672. S2CID:151967826. مجلة علماء الذرة. مؤرشف من الأصل في 2023-06-17.
5. ↑   Nadin، Mihai (2023). "Intelligence at any price? A criterion for defining AI". AI & Society. شبرينغر. DOI:10.1007/s00146-023-01695-0. ISSN:0951-5666. S2CID:259041703.
6. ↑  As quoted by Hofstadter (1980, p. 601). Larry Tesler actually feels he was misquoted: see his note in the "Adages" section of .
7. ↑  Bhatnagar، Roheet؛ Tripathi، Kumar؛ Bhatnagar، Nitu؛ Panda، Chandan (2022). The Digital Agricultural Revolution : Innovations and Challenges in Agriculture Through Technology Disruptions. هوبوكين (نيوجيرسي), US: Scrivener Publishing LLC (وايلي (ناشر)). ص. 143–170. DOI:10.1002/9781119823469. ISBN:978-1-119-82346-9. OCLC:1314054445. (ردمك 9781119823339).
8. ↑  Dafna Shahaf and Eyal Amir (2007) Towards a theory of AI completeness. Commonsense 2007, 8th International Symposium on Logical Formalizations of Commonsense Reasoning. نسخة محفوظة 2023-05-15 على موقع واي باك مشين.
9. 1 2  McCorduck 2004، صفحة 433
10. ↑  Stottler Henke. "AI Glossary". مؤرشف من الأصل في 2008-05-09. اطلع عليه بتاريخ 2009-02-23.
11. ↑  Bhatnagar، Roheet؛ Tripathi، Kumar؛ Bhatnagar، Nitu؛ Panda، Chandan (2022). The Digital Agricultural Revolution : Innovations and Challenges in Agriculture Through Technology Disruptions. هوبوكين (نيوجيرسي), US: Scrivener Publishing LLC (وايلي (ناشر)). ص. 143–170. DOI:10.1002/9781119823469. ISBN:978-1-119-82346-9. OCLC:1314054445. (ردمك 9781119823339).Bhatnagar, Roheet; Tripathi, Kumar; Bhatnagar, Nitu; Panda, Chandan (2022). The Digital Agricultural Revolution : Innovations and Challenges in Agriculture Through Technology Disruptions. Hoboken, NJ, US: Scrivener Publishing LLC (John Wiley & Sons, Inc.). pp. 143–170. doi:10.1002/9781119823469. ISBN 978-1-119-82346-9. OCLC 1314054445. ISBN 9781119823339.
12. ↑  Xiang، Zheng؛ Fuchs، Matthias؛ Gretzel، Ulrike؛ Höpken، Wolfram، المحررون (2020). Handbook of e-Tourism (PDF). Cham, Switzerland: Springer International Publishing. ص. 1945. DOI:10.1007/978-3-030-05324-6. ISBN:978-3-030-05324-6. S2CID:242136095. مؤرشف من الأصل (PDF) في 2023-08-21.
13. ↑  Stottler Henke. "AI Glossary". مؤرشف من الأصل في 2008-05-09. اطلع عليه بتاريخ 2009-02-23.Stottler Henke. "AI Glossary". Archived from the original نسخة محفوظة 9 مايو 2008 على موقع واي باك مشين. on 2008-05-09. Retrieved 2009-02-23.
14. ↑  Marvin Minsky. "The Age of Intelligent Machines: Thoughts About Artificial Intelligence". مؤرشف من الأصل في 2009-06-28.
15. ↑  Quoted in "AI set to exceed human brain power". CNN.com. 26 يوليو 2006. مؤرشف من الأصل في 2023-07-16.
16. ↑  Nayal، Kirti؛ Raut، Rakesh؛ Priyadarshinee، Pragati؛ Narkhede، Balkrishna Eknath؛ Kazancoglu، Yigit؛ Narwane، Vaibhav (2021). "Exploring the role of artificial intelligence in managing agricultural supply chain risk to counter the impacts of the COVID-19 pandemic". The International Journal of Logistics Management. ج. 33 ع. 3: 744–772. DOI:10.1108/IJLM-12-2020-0493. S2CID:237807857.
17. ↑   Geist، Edward (2016). "It's already too late to stop the AI arms race—We must manage it instead". مجلة علماء الذرة. تايلور وفرانسيس. ج. 72 ع. 5: The psychology of doom: 318–321. Bibcode:2016BuAtS..72e.318G. DOI:10.1080/00963402.2016.1216672. S2CID:151967826. مجلة علماء الذرة. مؤرشف من الأصل في 2023-06-17.Geist, Edward (2016). "It's already too late to stop the AI arms race—We must manage it instead". Bulletin of the Atomic Scientists. Taylor & Francis. 72 (5: The psychology of doom): 318–321. Bibcode:2016BuAtS..72e.318G. doi:10.1080/00963402.2016.1216672. S2CID 151967826. Bulletin of the Atomic Scientists.
18. ↑  Frey, Carl Benedikt; Osborne, Michael A. (Jan 2017). "The future of employment: How susceptible are jobs to computerisation?". Technological Forecasting and Social Change (بالإنجليزية). 114: 254–280. DOI:10.1016/j.techfore.2016.08.019. Archived from the original on 2023-12-22.
19. ↑  Patty Tascarella (11 أغسطس 2006). "Robotics firms find fundraising struggle, with venture capital shy". Pittsburgh Business Times. مؤرشف من الأصل في 2023-06-14.
20. ↑  Flam، Faye (15 يناير 2004). "A new robot makes a leap in brainpower". فيلادلفيا انكوايرر (شركة). available from Philly.com
21. ↑  
Reuben L. Hann. (1998). "A Conversation with Herbert Simon". Gateway. ج. IX ع. 2: 12–13. مؤرشف من الأصل في 2015-02-25. (Gateway is published by the Crew System Ergonomics Information Analysis Center, Wright-Patterson AFB)
22. 1 2  Hernandez، Jose (2020). "AI evaluation: On broken yardsticks and measurement scales". Workshop on Evaluating Evaluation of AI Systems, AAAI Conference on Artificial Intelligence. AAAI (جمعية النهوض بالذكاء الاصطناعي). S2CID:228718653.
23. ↑  Stone، Peter؛ Brooks، Rodney؛ Brynjolfsson، Erik؛ Calo، Ryan؛ Etzioni، Oren؛ Hager، Greg؛ Hirschberg، Julia؛ Kalyanakrishnan، Shivaram؛ Kamar، Ece. "The term AI has a clear meaning". "Artificial Intelligence and Life in 2030." One Hundred Year Study on Artificial Intelligence: Report of the 2015-2016 Study Panel. ستانفورد (كاليفورنيا): جامعة ستانفورد. مؤرشف من الأصل في 2023-10-01. اطلع عليه بتاريخ 2016-09-06.
24. ↑  Reed، Fred (14 أبريل 2006). "Promise of AI not so bright". The واشنطن تايمز. مؤرشف من الأصل في 2023-07-15.
25. 1 2 3 4  Vardi، Moshe (2012). "Artificial intelligence: past and future". Communications of the ACM. ج. 55 ع. 1: 5. DOI:10.1145/2063176.2063177. S2CID:21144816.
26. ↑  Vardi، Moshe (2012). "Artificial intelligence: past and future". Communications of the ACM. ج. 55 ع. 1: 5. DOI:10.1145/2063176.2063177. S2CID:21144816.Vardi, Moshe (2012). "Artificial intelligence: past and future". Communications of the ACM. 55 (1): 5. doi:10.1145/2063176.2063177. S2CID 21144816.
27. ↑  Bostrom، Nick (2014). Superintelligence: Paths, Dangers, Strategies (ط. 1). دار نشر جامعة أكسفورد (OUP). ISBN:978-0-19-967811-2. LCCN:2013955152.
28. 1 2 3  Stone، Peter؛ Brooks، Rodney؛ Brynjolfsson، Erik؛ Calo، Ryan؛ Etzioni، Oren؛ Hager، Greg؛ Hirschberg، Julia؛ Kalyanakrishnan، Shivaram؛ Kamar، Ece. "Defining AI". "Artificial Intelligence and Life in 2030." One Hundred Year Study on Artificial Intelligence: Report of the 2015-2016 Study Panel. ستانفورد (كاليفورنيا): جامعة ستانفورد. مؤرشف من الأصل في 2023-12-02. اطلع عليه بتاريخ 2016-09-06.
29. ↑  Press، Gil (2022). "The Trouble With AI: Human Intelligence". فوربس. مؤرشف من الأصل في 2023-01-18.
30. 1 2  Bjola، Corneliu (2022). "AI for development: implications for theory and practice". دراسات تطوير أكسفورد. روتليدج (دار نشر). ج. 50 ع. 1: 78–90. DOI:10.1080/13600818.2021.1960960. S2CID:238851395.
31. 1 2  Asimov، Isaac (نوفمبر 1956). "The Last Question". Science Fiction Quarterly. ج. 4 رقم  5. ص. 7–15.
32. ↑  Asimov، Isaac (نوفمبر 1956). "The Last Question". Science Fiction Quarterly. ج. 4 رقم  5. ص. 7–15.Asimov, Isaac (Nov 1956). "The Last Question". Science Fiction Quarterly. Vol. 4, no. 5. pp. 7–15.
33. ↑  Bjola، Corneliu (2022). "AI for development: implications for theory and practice". دراسات تطوير أكسفورد. روتليدج (دار نشر). ج. 50 ع. 1: 78–90. DOI:10.1080/13600818.2021.1960960. S2CID:238851395.Bjola, Corneliu (2022). "AI for development: implications for theory and practice". Oxford Development Studies. Routledge. 50 (1): 78–90. doi:10.1080/13600818.2021.1960960. S2CID 238851395.

## روابط خارجية
- Phillips، Everard M. (1999). If It Works, It's Not AI: A Commercial Look at Artificial Intelligence startups (PDF) (Thesis). معهد ماساتشوستس للتكنولوجيا. S2CID:112415591. مؤرشف من الأصل (PDF) في 2023-05-16. اطلع عليه بتاريخ 2023-05-16.

أطروحة البكالوريوس ولكن استشهد بهاA. Poggi; G. Rimassa; P. Turci (Oct 2002). "What Agent Middleware Can (And Should) Do For You". Applied Artificial Intelligence (بالإنجليزية). 16 (9–10): 677–698. DOI:10.1080/08839510290030444. ISSN:0883-9514. QID:Q58188053. “ما يمكن (ويجب) للبرامج الوسيطة أن تفعله لك”. الذكاء الاصطناعي التطبيقي . 16 (9-10): 677-698. دوى : 10.1080/08839510290030444 . الرقم الدولي الموحد للدوريات 0883-9514 . ويكي بيانات س58188053 .